# Astropecten sulcatus
Astropecten sulcatus är en sjöstjärneart som beskrevs av Ludwig 1905. Astropecten sulcatus ingår i släktet Astropecten och familjen kamsjöstjärnor. Inga underarter finns listade i Catalogue of Life.